# Globba spathulata
Globba spathulata är en enhjärtbladig växtart som beskrevs av William Roxburgh. Globba spathulata ingår i släktet Globba och familjen Zingiberaceae. Inga underarter finns listade i Catalogue of Life.